# Creag Uchdag
Creag Uchdag är en kulle i Storbritannien.   Den ligger i kommunen Perth and Kinross och riksdelen Skottland, i den norra delen av landet, 600 km norr om huvudstaden London. Toppen på Creag Uchdag är 879 meter över havet, eller 447 meter över den omgivande terrängen. Bredden vid basen är 19,4 km.
Terrängen runt Creag Uchdag är huvudsakligen kuperad.Runt Creag Uchdag är det mycket glesbefolkat, med 7 invånare per kvadratkilometer. Närmaste större samhälle är Crieff, 18,9 km sydost om Creag Uchdag. Trakten runt Creag Uchdag består i huvudsak av gräsmarker.